# Iveco Eurocargo
Iveco EuroCargo — вантажні автомобілі повною масою 6,5-19,0 т, що виробляються компанією Iveco з 1991 року, В ієрархії Iveco займає місце між легким Daily і важким Stralis. Варіантів модифікацій Eurocargo досить багато, умовно їх можна розділити на легку і важку підгрупи.

## Перше покоління (1991-2002)

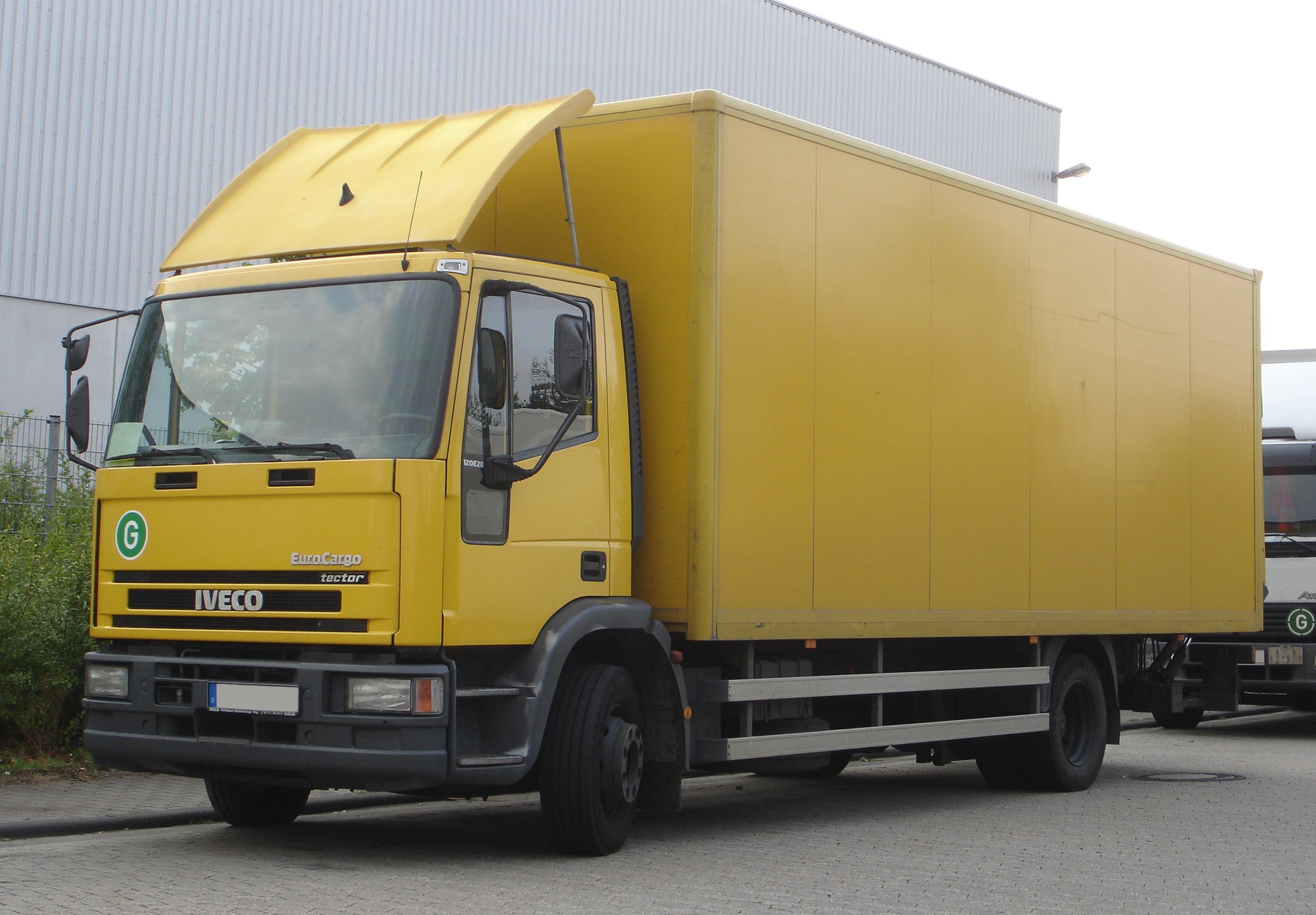
Iveco Eurocargo I

В 1991 році на зміну Iveco TurboZeta приходить Iveco EuroCargo. В основі моделі лежала ідея модульної конструкції средньотоннажної вантажівки, яка буде збиратися під конкретні потреби замовника. Вже з початком виробництва, сімейство Eurocargo включало в себе більше 500 модифікацій.
У тому ж році вантажівка Iveco EuroCargo отримала нагороду «Truck of the Year 1992» («Вантажівка 1992 року»).
У 2000 році на всі EuroCargo встановлюється новий двигун Tector, розроблений в рамках спільного підприємства European Engine Alliance, в яке, крім Iveco, увійшли компанії Cummins і New Holland.

### Двигуни
- 3908 см³ І4
- 5861 см³ І6
- 7685 см³ І6

## Друге покоління (2002-2008)

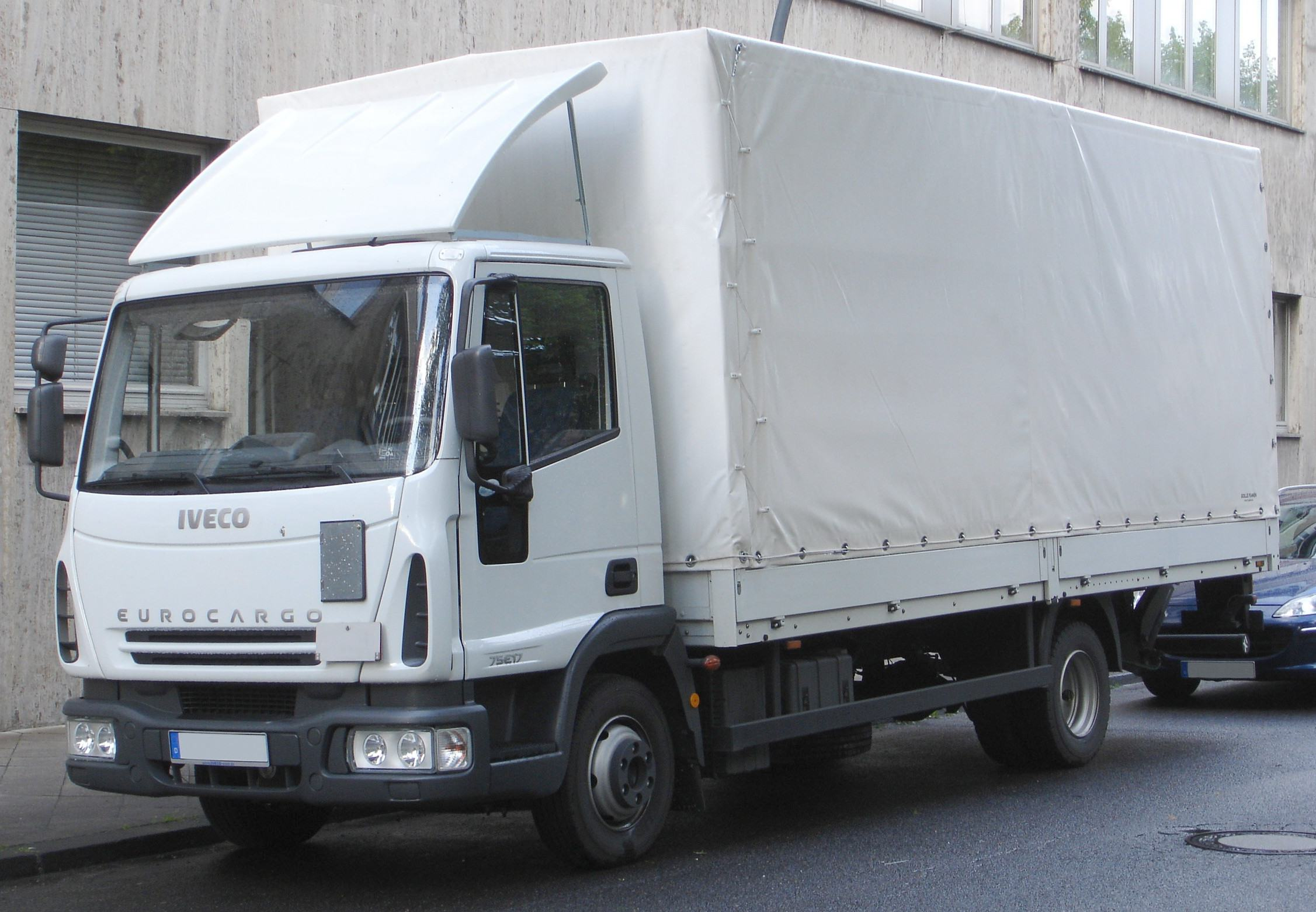
Iveco Eurocargo II

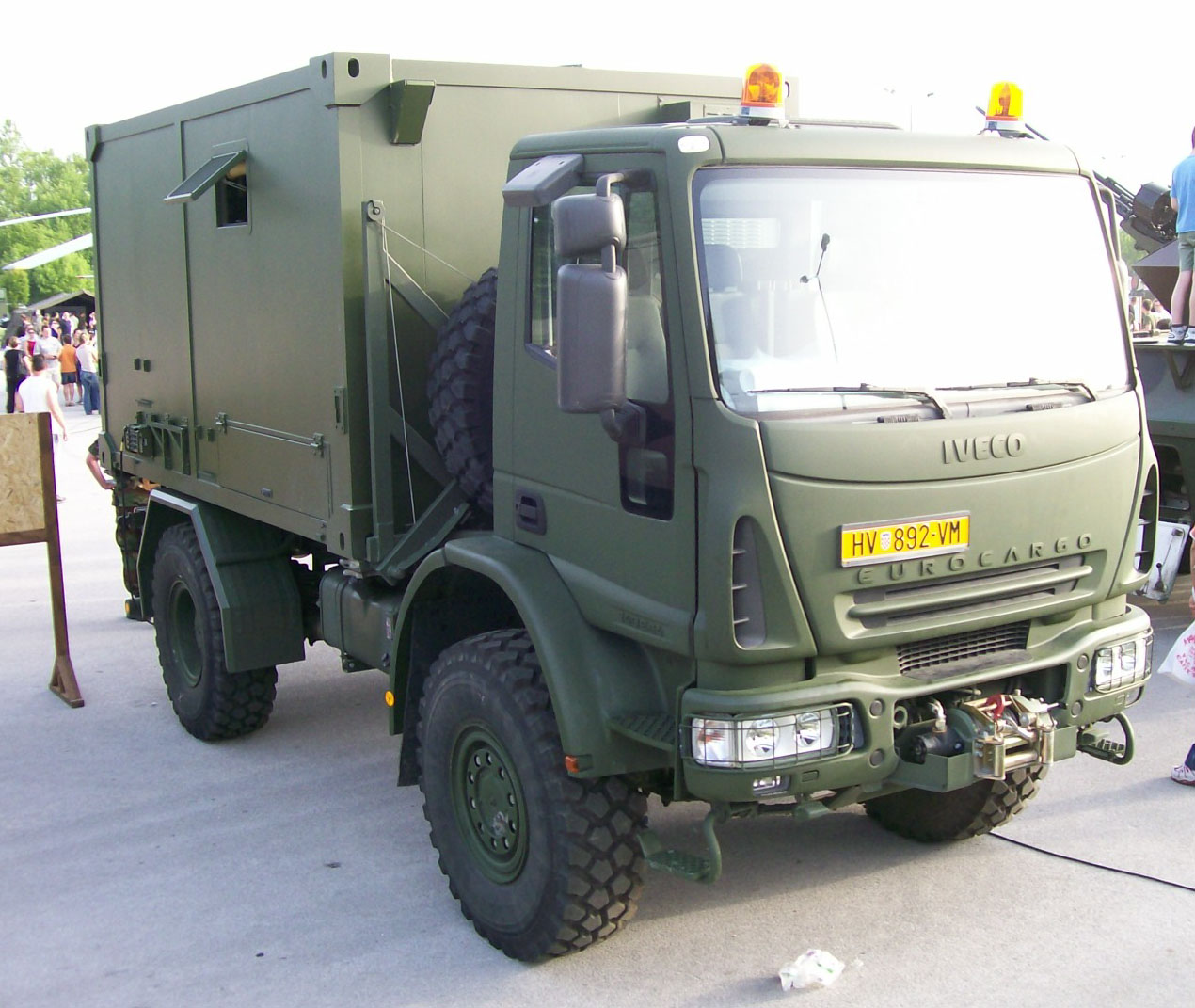
Iveco Eurocargo II 4х4

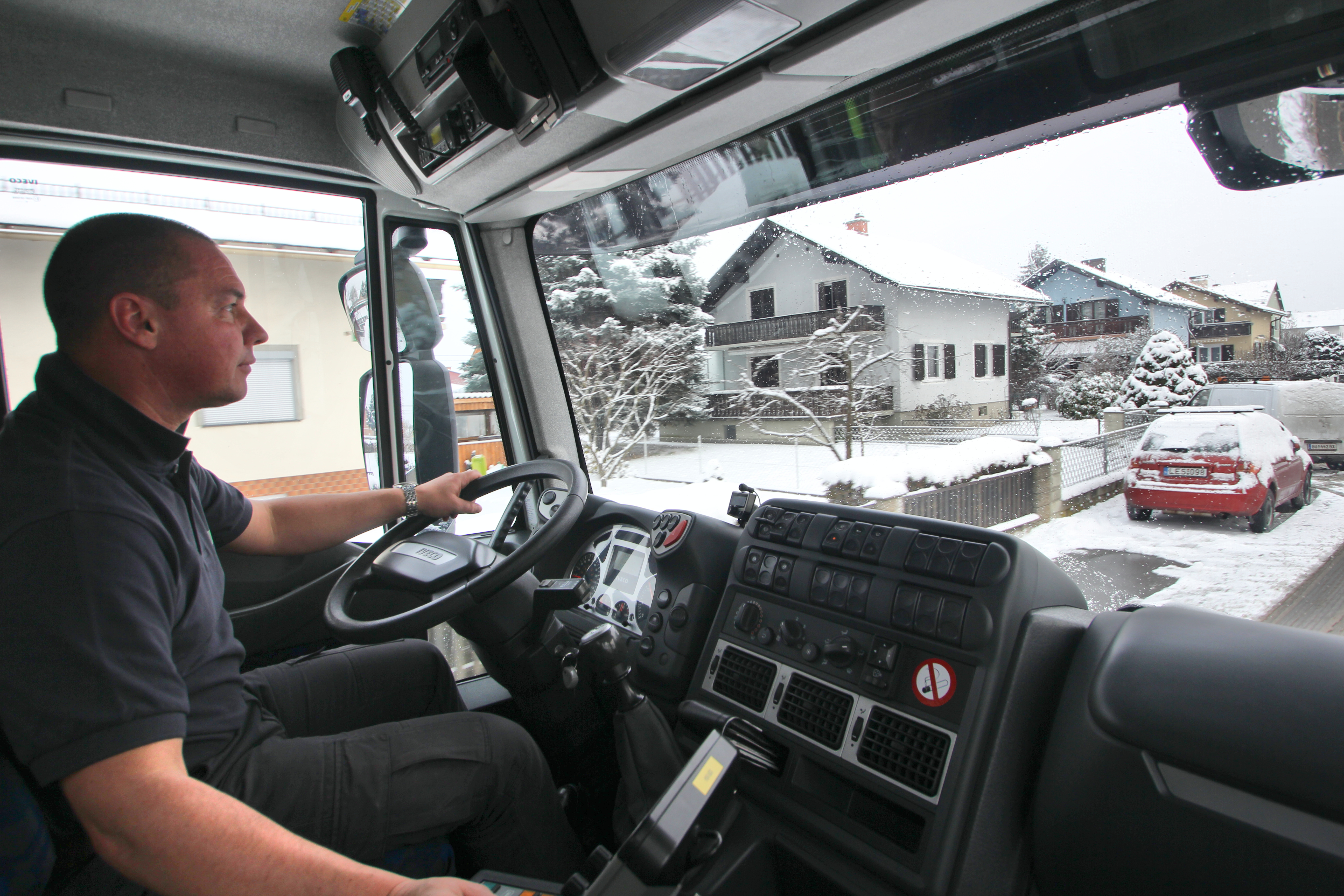

Друге покоління середньотонажних вантажних автомобілів сімейства EuroCargo, що випускається з 2002 року, є європейським лідером у сегменті ринку вантажівок повною масою від 6 до 26 т. Зовнішні форми кабіни стали результатом праці дизайнерів кузовної фірми Bertone, що відбилося в схожості зі стилем більш важких машин Iveco Stralis. Кабіна EuroCargo виконана зі сталі з одно-і двостороннім цинковим покриттям з використанням пресованих композитних матеріалів. Вклеєне вітрове скло підвищило жорсткість конструкції. Рульова колонка регулюється по висоті і куту нахилу. Існують чотири основні різновиди кабіни. 
На основі базової тримісній конструкції MLC створені подовжена модифікація MLL з одним або двома спальними місцями і дворядна чотиридверна версія MLD, розрахована на шістьох. Для тривалих поїздок призначена подовжена кабіна зі збільшеною до 2 м внутрішньою висотою і дахом-обтічником. 
Моделі з цифровими індексами від 60 до 180 становлять одиночні автомобілі вантажопідйомністю 2,7-12,5 т. Сідловий тягач EuroCargo 320 здатний працювати у складі автопоїзда повною масою до 32,5 т. У виробничій програмі є вантажівки з колісними формулами 6х4 і 6х2, низькорамні і спеціальні модифікації. Автомобілі випускаються з 14 значеннями колісних баз (від 2700 до 6570 мм) і вісьмома варіантами передавальних чисел головної передачі. 
Енергетичні потреби забезпечують дизелі сімейства Tector, які оснащуються системою впорскування палива Common Rail, а з кінця 2005 року - пристроєм SCR, що забезпечує відповідність екологічним нормам Євро-4 і Євро-5. Потужність рядного 4-циліндрового 3,9-літрового двигуна становить 130, 150 або 170 к.с. 6-циліндровий дизель робочим об'ємом 5,88 л розвиває потужність 180, 210, 240 або 280 к.с. Серійно встановлюється підсилювач приводу зчеплення полегшує роботу водія. Досконаліші синхронізатори покращують перемикання передач механічних 5-, 6- і 9-ступінчастих коробок передач. 
Вантажівки повною масою 6-10 т комплектуються підвіскою з параболічними ресорами, решта - з напівеліптичними. Крім того, можуть встановлюватися пневмобаллони або ресори спереду, а пневматична підвіска ззаду. Автомобіль, що оснащується дизелем потужністю 170 к.с., є володарем пневматичної підвіски з системою ECAS, керованою електронікою. Вантажівки обладнані дисковими вентильованими гальмівними механізмами. До штатного оснащення входить система ABS. 
З кінця 2004 року пропонуються повнопривідні варіанти EuroCargo. Автомобілі 4х4 повною масою 7,5 і 10 т обладнуються дизелями потужністю 180 або 210 к.с., а більш важка 14-тонна модель - 240-сильним двигуном.
У 2006 році на вантажівки EuroCargo почали встановлення системи SCR, що дозволяє досягти норм Євро-4 і Євро-5.

### Двигуни
- 3,92 л Iveco Tector І4 130/150/170 к.с.
- 5,88 л Iveco Tector І6 180/210/240/280 к.с.

## Третє покоління (2008-2015)

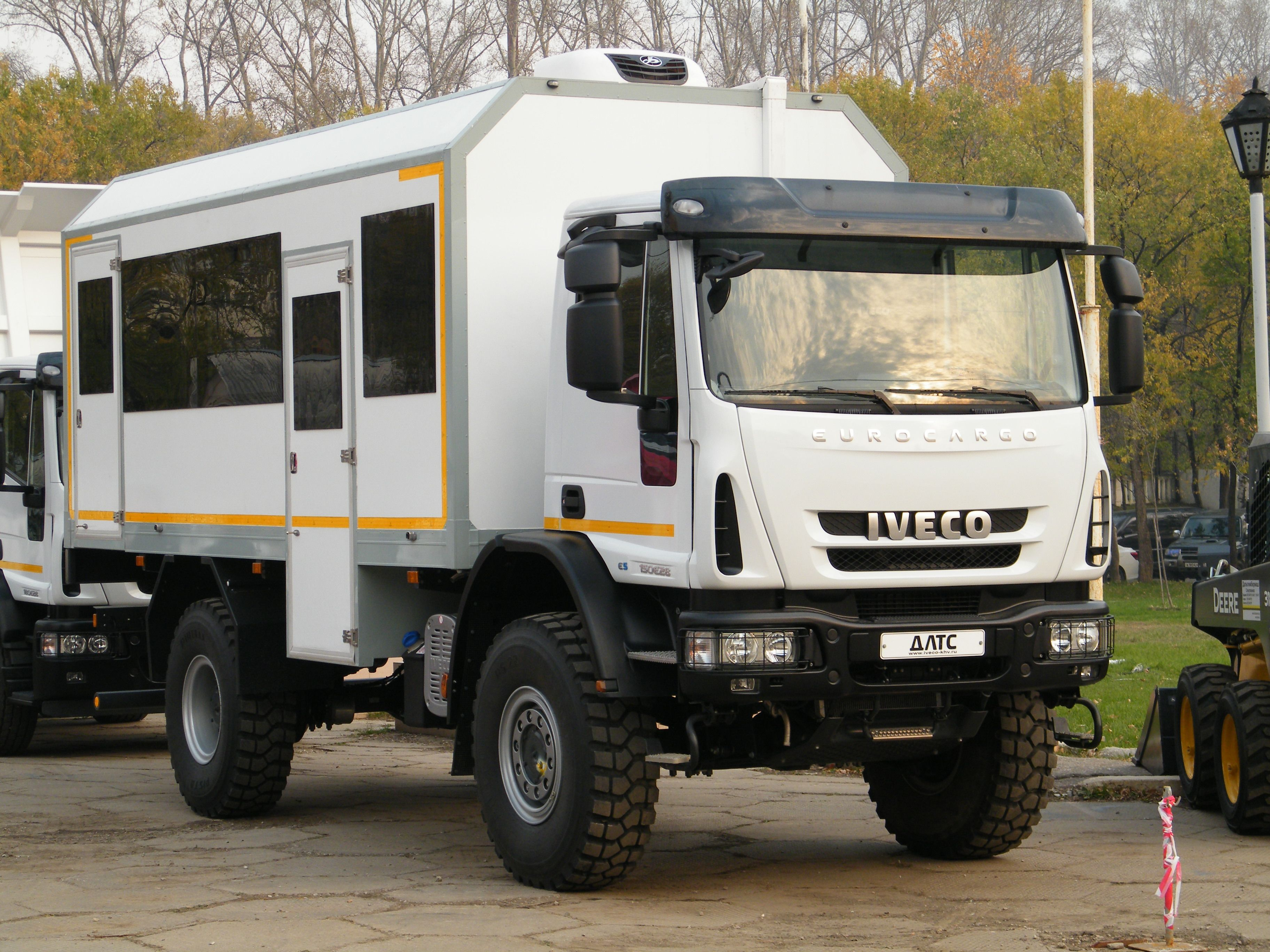
Iveco Eurocargo III 4х4

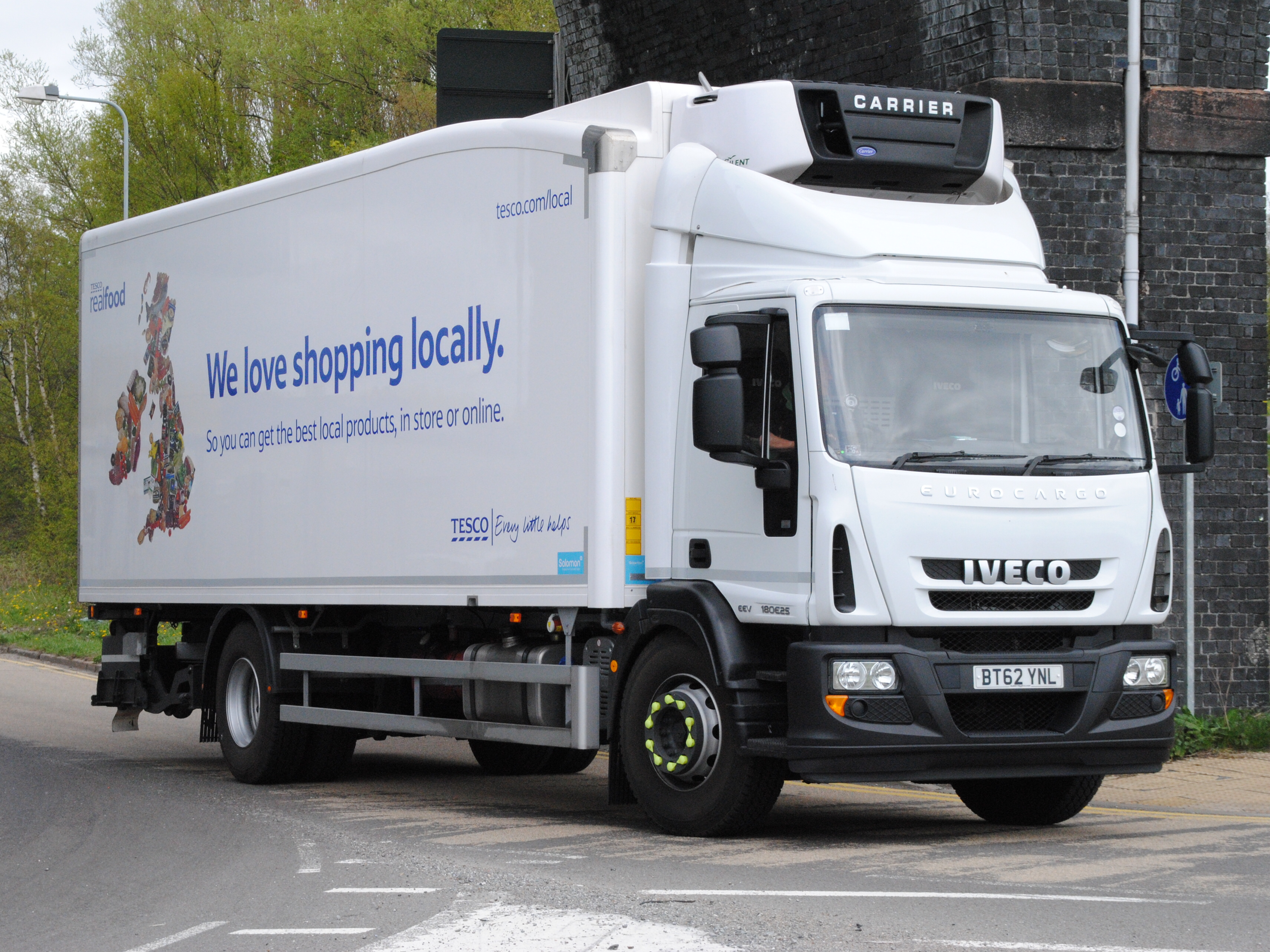
Iveco Eurocargo III

У 2008 році представлена третя генерація EuroCargo. Найбільш поширена колісна формула - 4х2. Також доступні компонування 6х4 і 6х2. Крім цього існує повноприводна версія 4х4, додатково оснащена блокуваннями міжосьового і міжколісного диференціалів. Довжина колісної бази варіюється від 3845 мм. до 6570 мм., що дозволяє встановлювати кузова довжиною від 4135 до 10 550 мм.
Є кілька варіантів виконання підвіски: параболічні однолистові ресори, напівеліптичні багатолистові ресори, пневмоелементи. Для підвіски на пневмоелементах передбачена система електронного керування ECAS, яка дозволяє регулювати висоту рами.
Гальма дискові на всіх колесах. На легких версіях застосовується пневмогидравлический привід гальм, на важких - пневматичний.
Для Evrocargo існує кілька типів кабін: стандартна двомісна без спального відсіку, кабіна зі спальним відсіком і здвоєна кабіна на 7 осіб для різних комунальних служб.
Лінійка двигунів включає в себе два агрегати:
- Tector 4 - рядний 4 циліндровий, об'ємом 3,9 літра. Варіанти потужності: 160 і 180 к.с.
- Tector 6 - рядний 6 циліндровий, об'ємом 5,9 літра. Варіанти потужності: 220, 250, 280 і 300 к.с.

Обидва мотори оснащені турбіною з інтеркулером. Впорскування - система Common Rail. Головка блоку - алюмінієва, загальна, кількість клапанів на циліндр - 4. В системі охолодження використовується вязкостная муфта. Для відповідності вихлопу стандарту Євро-5, двигун обладнаний системою впорскування розчину сечовини AdBlue.
Варіанти трансмісії включають в себе ручну, автоматизовану і автоматичну коробки передач, виробництва ZF і Allison.

### Двигуни
- 3,92 л Iveco Tector І4 160/180 к.с.
- 5,88 л Iveco Tector І6 220/250/280/300 к.с.

## Четверте покоління (з 2015)

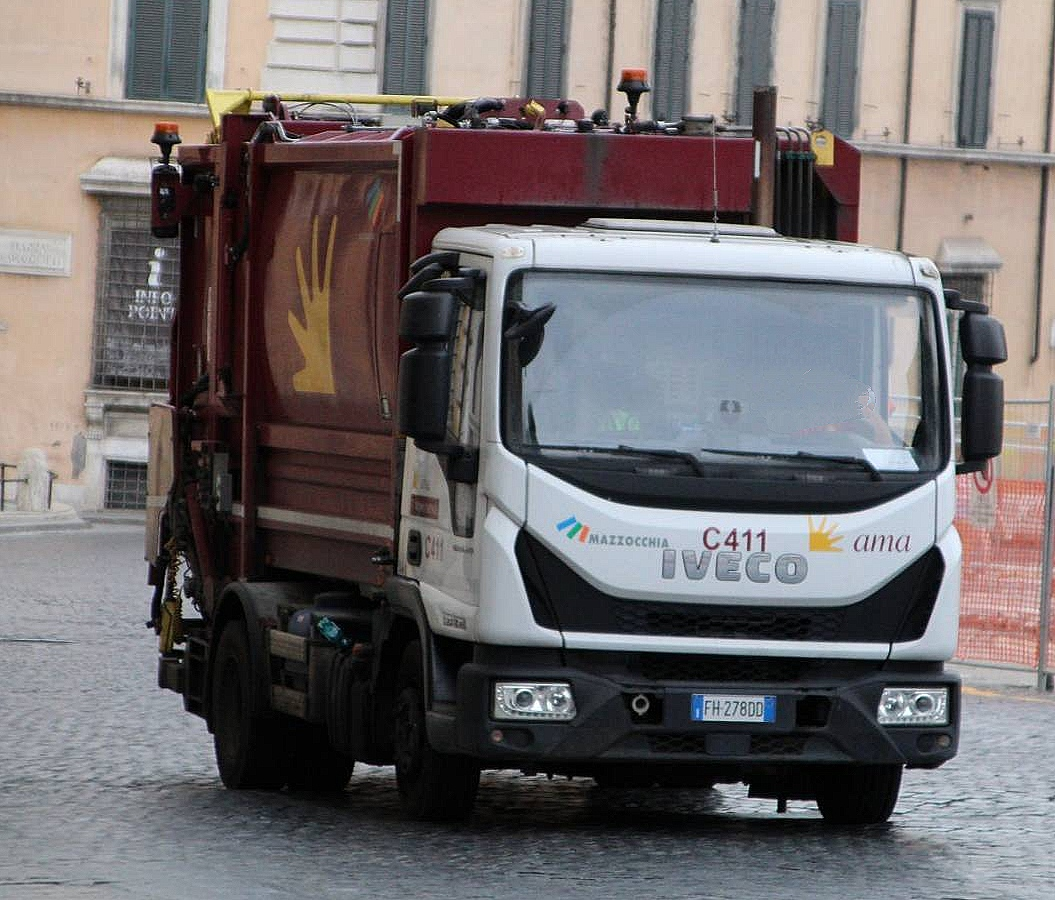
Iveco EuroCargo 75-190

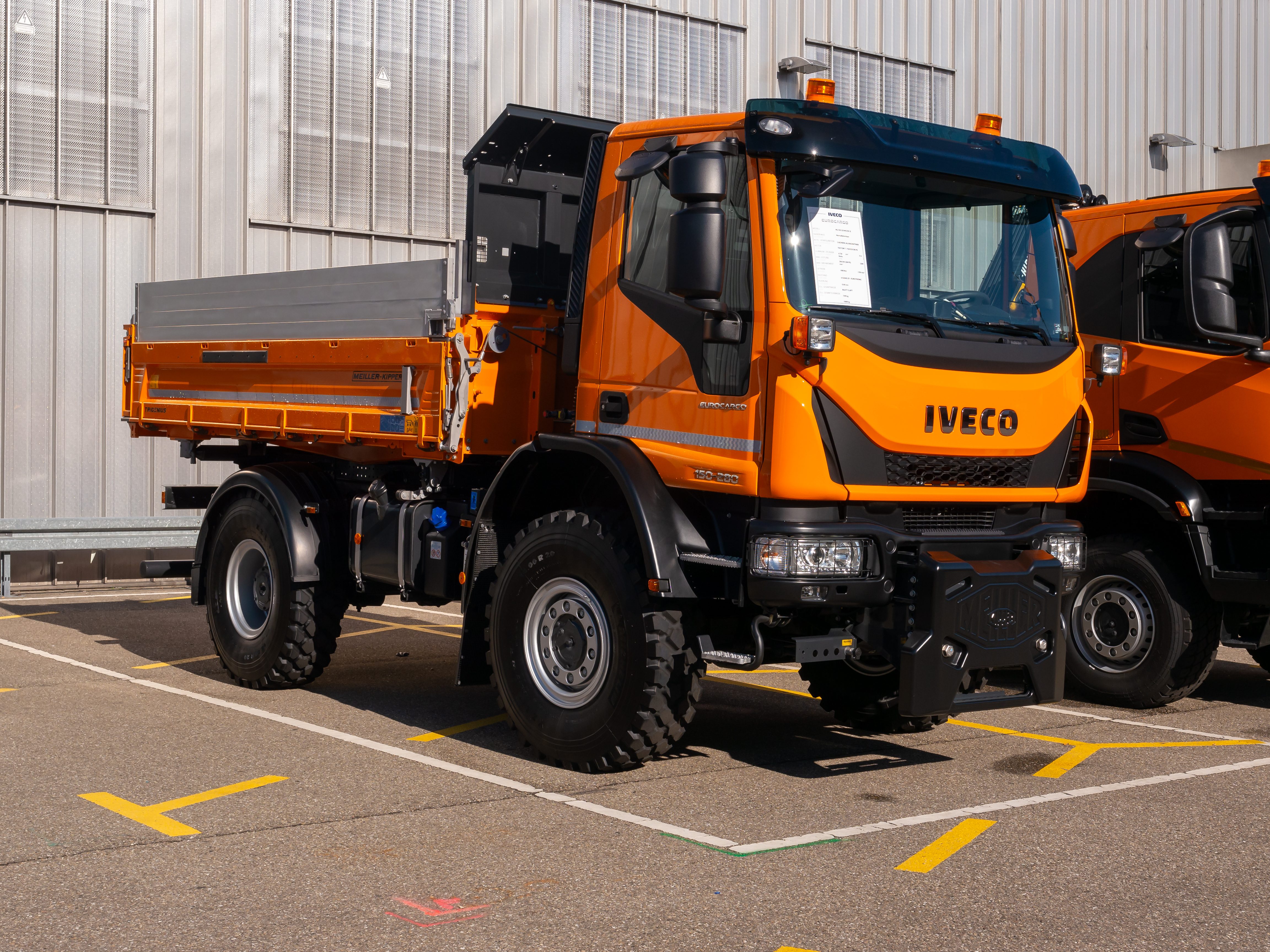
Iveco EuroCargo 150-280

Восени 2015 року представлено оновлений Iveco EuroCargo. Дизайн кабіни виконаний в новому корпоративному стилі. Бампер тепер включає сходинки для доступу до лобового скла, а також радари AEBS (система екстреного гальмування).
Нова вантажівка Iveco EuroCargo отримала нагороду «Truck of the Year 2016» («Вантажівка 2016 року»).
Новий Iveco EuroCargo отримав нові двигуни Tector 5 (робочий об'єм 4.5 л) і Tector 7 (робочий об'єм 6.7 л) потужністю 160 і 190 к.с., відповідно. Завдяки новим поршням, інжекторам, перенастроєним турбінам і ступеня стиснення, що піднявся з 17:1 до 18:1, вдалося підвищити крутний момент на 8%. Він становить 680 Нм (для 160 к.с.) і 700 Нм (для 190 к.с.). Крім цього, можливе оснащення вантажівок силовими агрегатами потужністю до 320 к.с. Коробки передач механічні 6- або 9-ступінчасті, а також автоматичні 6- або 12-ступінчасті з гідротрансформатором.

### Двигуни
- 4,5 л Tector 5 І4 160/190/210 к.с.
- 6,7 л Tector 7 І6 220/250/280/320 к.с.